# Jorge Gutiérrez Espinosa
Jorge Gutiérrez Espinosa (Camagüey, Cuba, 18 de septiembre de 1975) es un deportista olímpico cubano que compitió en boxeo, en la categoría de peso medio y que consiguió la medalla de oro en los Juegos Olímpicos de Sídney 2000.

## Palmarés internacional
| Juegos Olímpicos | Juegos Olímpicos   | Juegos Olímpicos | Juegos Olímpicos |
| Año              | Lugar              | Medalla          | Prueba           |
| ---------------- | ------------------ | ---------------- | ---------------- |
| 2000             | Sídney (Australia) | Medalla de oro   | Peso medio       |